# 나주 무열사
나주 무열사(羅州 武烈祠)는 대한민국 전라남도 나주시 다시면 영동리에 있는 사당이다. 1981년 10월 20일 전라남도의 기념물 제57호로 지정되었다.
조선 정조 21년(1797)에 무열공 배현경, 금헌 배정지, 정절공 배극렴을 모시기 위해 지은 사당으로 무열사라 사액하였다.
고종 5년(1868) 흥선대원군의 서원철폐령으로 일부가 헐렸으나 뒷날 여러 차례 고쳐 지었다. 규모는 앞면 3칸·옆면 2칸이며 지붕은 옆면에서 볼 때 사람 인(人)자 모양을 한 맞배지붕으로 꾸몄다.

## 같이 보기
- 배현경
- 배정지
- 배극렴

## 참고 문헌
- 나주무열사 - 국가유산청 국가유산포털